# Smith (artiste)
 (juin 2025).
L'article doit être relu — et modifié si nécessaire — par des contributeurs indépendants pour apporter un regard critique aux contributions effectuées en violation des conditions d'utilisation de Wikipédia, tant sur la forme (notamment concernant le style encyclopédique, la proportionnalité) que sur le fond (la neutralité de point de vue, la qualité et l'indépendance des sources).
 (juin 2025).
Pour les articles homonymes, voir Smith.
Smith, né le 24 octobre 1985 à Paris, est un photographe, cinéaste et plasticien français.

## Biographie
En 2007, Smith obtient un mastère de philosophie à l'Université Paris-Sorbonne,, avant d'intégrer l’École nationale supérieure de la photographie d’Arles puis le Studio National des Arts Contemporains - Le Fresnoy, dont il est diplômé en 2012. Il engage par la suite l’écriture d’une thèse de doctorat en Études et pratiques des Arts à l’Université du Québec à Montréal, qu'il soutient en 2022, obtenant le grade de PhD.
En 2011, Smith intègre la galerie les Filles du Calvaire à Paris dont il restera membre jusqu'en 2021, avant de rejoindre la Galerie Christophe Gaillard et l'agence Modds en 2022.
Son travail fait l'objet d'expositions personnelles (Rencontres d'Arles, Musée finlandais de la photographie, Le Château d'eau), collectives (Palais de Tokyo, Casino Luxembourg, Centre Pompidou, Bibliothèque nationale de France, Fondation Vincent Van Gogh Arles), et de projections monographiques. L’artiste explore la possibilité d’identités « autres », au-delà des cadres conventionnels, en intégrant des formes hybrides et spéculatives telles que les identités xéno-genrées, cyborg ou interspécifiques. Son travail interroge les devenirs possibles de l’humain en relation avec les règnes animal, végétal, minéral et cosmique, et vise à dépasser les apories liées aux catégories figées, qu’elles soient identitaires, artistiques ou théoriques.
En 2012, avec Cellulairement, l'implant d'une puce sous-cutanée RFID dans son bras permet à l'artiste de ressentir, grâce à une caméra thermique, les ondes de chaleur de traces de corps absents : Smith appelle ces images spectrales des « thermogrammes ». Son moyen-métrage "Spectrographies", produit par Spectre Productions en 2015, avec notamment Mathieu Amalric, Dominique Blanc et Florence Thomassin, poursuit cette expérience sous la forme d'une fiction expérimentale.
En 2016, Traum explore les dimensions du rêve, de la catastrophe et de la plasticité destructrice, à travers un court-métrage écrit avec l'écrivain Lucien Raphmaj, une exposition ("Le cas Y."), et un spectacle de danse ("Le paradoxe de V.", avec Matthieu Barbin, mis en musique par Victoria Lukas, notamment présenté au Théâtre de la Cité Internationale à Paris.
En 2017, SMITH imagine Désidération, avec l'astrophysicien Jean-Philippe Uzan et l'écrivain Lucien Raphmaj, une œuvre-constellation chorale, explorant les liens désunis entre l'humanité contemporaine et le cosmos, proposant une autre mythologie du spatial, à travers une série de propositions artistiques, dont l'implantation sous-cutanée de météorites, rappelant à l'organisme humain son origine cosmique. Sous le nom de "Cellule Cosmiel", ils repensent l'histoire de l'humanité contemporaine sous l'angle de son manque de lien organique avec son cosmos d'origine, et cherchent à imaginer des voies pour se reconnecter physiquement au cosmos. Mi-fictionnelle mi-manifeste, cette œuvre questionne les notions d’altérité, de désidentification, de solitude cosmique, et le destin de l'espèce humaine. Elle se décline sous diverses formes (conférences, performances, photos, films, textes). La première conférence sur ce sujet a lieu au Collège de France et sa première publication dans "Palais", la revue du Palais de Tokyo. D'autres conférences performées se tiendront en 2019 au Banquet du Livre à Lagrasse, au MacVal dans le cadre de l’exposition collective «Lignes de vies, une exposition de légendes», ou encore au Centre Pompidou. Le projet se décline sous la forme d'expositions scénographiées avec le studio d'architectes Diplomates, notamment au Musée d'Art contemporain du Val-de-Marne, au centre d'art Los Angeles Contemporary Exhibitions, à la Galerie les Filles du Calvaire et au Fresnoy - Studio national des arts contemporains entre 2019 et 2020. Une photographie issue de la série Désidération (prologue) fait l'affiche des Rencontres d'Arles en 2021, où se tient, au Monoprix, l'exposition finale du projet.
En 2022, Smith poursuit cette quête cosmique au sein de son nouveau projet Dami, inspiré de sa pratique de technologies spirituelles (la transe cognitive, la méditation, la médecine amazonienne) couplée à celle d'états corporels interstitiels (transition de genre, expérience de l'impesanteur, implantation cutanée de matériaux extra-terrestres), pour conter autrement notre rapport au tout-autre, à l'au-delà, à ce qui nous traverse, nous constitue et nous survit. Les premières œuvres de Dami sont présentées à partir de 2024 dans plusieurs institutions, notamment à la Galerie Christophe Gaillard (Paris et Bruxelles), la Fondation Vincent Van Gogh Arles, VOX, centre de l'image contemporaine à Montréal, ainsi qu’à la Triennale de Nîmes (Carré d’Art) et dans la ville de Bodø en Norvège.
De 2016 à 2018, Smith fut membre du groupe de recherche interdisciplinaire (scientifique, artistique et philosophique) "L’incertitude des formes" du Fresnoy – Studio National. En 2018, Smith est « marrain » de la Queer Week à Paris aux côtés du danseur et chorégraphe François Chaignaud, sur le thème « Déviations/Utopies ». En 2019, il est nommé à la cérémonie des « Out d'Or » qui célèbrent la visibilité des personnes LGBTQI+, dans la catégorie « Coup d'éclat artistique ». En 2015, il est artiste-professeur à l'École supérieure d'art Pays basque, puis au Fresnoy - Studio national des arts contemporains en 2023-2024, et à l'École nationale supérieure de la photographie en 2025.
Transgenre, Smith fut d'abord connu sous le nom de Dorothée Smith. En 2020, il est rédacteur en chef invité de la revue photographique The Eyes, qu'il consacré aux liens entre photographie et transition de genre dans un numéro nommé Transgalactique (titre soufflé par Virginie Despentes), en collaboration avec la commissaire d'exposition et performeuse Nadège Piton. L'émission de France-culture Par les temps qui courent "SMITH: voyage transgalactique autour des astres-artistes trans" est consacrée à cette publication. Transgalactique se décline sous la forme d'une série d'expositions curatées par SMITH et Nadège Piton, en collaboration avec Frank Lamy et Balthazar Heisch, notamment à La Filature à Mulhouse en 2023, et à la Gaité Lyrique à Paris en 2024. Il est le lauréat 2023 de la Villa Albertine en binôme avec l’écrivain Marie NDiaye, ainsi que de la Résidence en impesanteur du CNES – Centre National d’Etudes Spatiales. Smith est par ailleurs artiste-associé à la Filature - Scène Nationale depuis 2020.

### Corpus
La notion de transition constitue un axe central du travail de Smith, envisagée dans ses dimensions multiples : formelles, identitaires, politiques, scientifiques, philosophiques, technologiques et spirituelles. Son œuvre décrit des existences transformatives, à la frontière du réel et de la science-fiction, où cohabitent corps en mutation, récits spéculatifs et figures liminaires.
En croisant approches scientifiques et artistiques avec les puissances narratives de la fiction, Smith développe une pratique transdisciplinaire qui inclut photographie, installation, vidéo, sculpture, performance, film, chorégraphie et conférence. Il engage également son propre corps comme vecteur de recherche, à travers l’implantation de matériaux extraterrestres (un fragment de la météorite d'Orgueil), des protocoles d’injections hormonales expérimentales, la pratique d’états limites tels que l’impesanteur ou la transe cognitive auto-induite. Cette dimension incarnée nourrit une réflexion sur les devenirs possibles de l’humain, au contact de forces biologiques, technologiques et cosmiques.

## Œuvres
(janvier 2019).

### Photographie
- 2007 : Loon[6]
- 2008 : Spree[6],[3]
- 2009 : Löyly[54],[9],[55]
- 2010 : Sub Limis[9]
- 2012 : Hear us marching up slowly[7],[56],[57]
- 2017 : Saturnium[58],[6],[59],[60], conte musical et photographique, en collaboration avec le musicien Antonin Tri Hoang et Jean-Philippe Uzan
- 2018 : ♄ (Ste. Sat.)[réf. nécessaire][61]
- 2018 : Valparaiso (Si tu pleux)[62]
- 2021: Désidération (Prologue)[63], Désidération (Anamanda Sîn)[64], Désidération (Année 2666)[65]
- 2022: Dami (Les Maîtresses)[66], Dami (Photino)[67]

### Installation
- 2011 : C19H28O2 (Agnès)[68], musique de Victoria Lukas[69]
- 2012 : Cellulairement[15], en collaboration avec l'IRCICA (l'installation fait partie du projet archipélique Spectrographies)
- 2017-2021 : Désidération[26],[29], en collaboration avec le studio Diplomates, Lucien Raphmaj, Jean-Philippe Uzan, Nadège Piton, François Chaignaud, Gaspar Claus, Akira Rabelais...

### Danse
- 2017 : TRAUM (Le Paradoxe de V.)[70], 70 minutes, performance chorégraphique en collaboration avec le danseur Mathieu Barbin et la musicienne Victoria Lukas.

### Cinéma
- 2012 : Drops[71] (5 min), court-métrage avec Nadège Piton et Lazlo Pearlman
- 2013 : Septième promenade[8] (18 min)
- 2014 : Spectrographies[1],[72],[73],[18] (59 min), avec Mathieu Amalric[74],[75], Dominique Blanc[74],[75], Florence Thomassin[n 1],[75], Pascale Ogier[76] (non créditée)[75], Isabelle Prim
- 2015 : TRAUM[73] (26 min), avec Florence Thomassin, Andy Bradin, Matthieu Barbin[74].
- 2016 : In Somnis (Cosmic junkies)[77][source insuffisante], avec Mathieu Barbin, écrit avec Lucien Raphmaj, musique de Victoria Lukas
- 2016 : Unda[78] (13 min), avec Florence Thomassin, écrit avec Lucien Raphmaj, musique de Victoria Lukas
- 2020 : Les Apocalyptiques (20 min), avec Nadège Piton, Jean-Emmanuel Pagni, Sorour Darabi et Tania Salvador, écrit avec Lucien Raphmaj, musique de Victoria Lukas[79].

### Presse
Smith travaille régulièrement pour la presse en tant que photographe. Il est membre de l'agence de photographes portraitistes Modds. Depuis 2014, il documente les backstages de la Fashion Week de Paris pour Les Inrockuptibles,,, Libération, Another Magazine. Il réalise des portraits de personnalités, notamment pour Libération, Télérama, Le Monde ou Well Well Well

## Médias

### Télévision
- 2012 : Des mots de minuit[88], émission de Philippe Lefait, France 2
- 2015 : Objectif femmes[89], documentaire de Manuelle Blanc et Julie Martinović, France 5
- 2018 : Stupéfiant! [90][source insuffisante], émission de Léa Salamé et Julien Beau, France 2 (Saison 2, épisode 14 : « Mélange des genres »)
- 2018 : Journal de 13h[91], TV 5 Monde, présenté par Isabelle Malivoir (le 8 décembre 2018 à 13H)

### Radio
- 2012 : Et la caravane passe émission d'Aurélie Sfez, En direct des Rencontres d'Arles. Klavdij Sluban + Dorothée Smith[56] + Bruno Serralongue + Deluxe (live), France Inter
- 2014 : Ouvert la nuit[17], émission d'Aurélie Sfez & Baptiste Etchegaray, France Inter
- 2014 : Les carnets de la création[92], émission d'Aude Lavigne, France Culture
- 2015 : Regardez voir, émission de Brigitte Patient, Portrait d'un jeune photographe[4], France Inter
- 2016 : Les Nouvelles vagues, émission de Marie Richeux, L’art, est-ce un rêve[93] éveillé ?, Carte Blanche cinéma « les absents[18] reviennent », France Culture
- 2017 : La Grande table d'été, émission d'Olivia Gesbert, Martin Quenehen et Géraldine Mosna-Savoye, L’art au laboratoire[60], France Culture
- 2017 : Par les temps qui courent, émission de Marie Richeux, SMITH : Le conte permet de jouer une nouvelle réalité, France Culture[94]
- 2020 : Par les temps qui courent, émission de Marie Richeux : SMITH : Voyage transgalactique autour des astres-artistes trans ou queer, France Culture[95]
- 2021 : L'invité des matins, émission de Chloë Cambreling, France Culture[96]
- 2021 : Affaires culturelles, émission d'Arnaud Laporte, France Culture[97]
- 2025 : Les midis de France Culture, émission de Marie Labory, France Culture[98]

## Expositions

### Expositions personnelles
- 2008-2009 : galerie AnnexOne[99],[100], galerie Dask[101], Copenhague
- 2009 : Nuit Blanche, Chapelle de la maternité Sainte Croix, Metz[102], avec une performance de Sir Alice
- 2011-2015 : Löyly, 4e festival Photo Phnom Penh, Institut Français du Cambodge (commissariat de Christian Caujolle[103]); Encontros da Imagem[104], Brago, Portugal; Festival Photofolies[105], Rodez; The Finnish Museum of Photography, Helsinki, Finlande[8]
- 2011 : Sub Limis, galerie du Château d'eau de Toulouse, Toulouse[106]
- 2012-2013 : "Hear us marching up slowly", Rencontres d'Arles[107]; Photospring Festival of Caochangdi, Chine (commissaire : Didier de Faÿs)[108]
- 2015 : Entre deux fantômes, Pavillon Vendôme, Clichy[109]
- 2016 : Давайте Мечтать, galerie les Filles du Calvaire, Paris[110]
- 2017 : TRAUM, Patricia Conde Galeria, Mexico, Mexique[111]; Institut Chorégraphique International, Montpellier[112] (commissaire : Christian Rizzo)
- 2018 : Spectrographies, San José foto Festival, Uruguay[113]
- 2019 : Désidération[114], Galerie les Filles du Calvaire, Paris
- 2021 : Désidération, Rencontres Internationales de la Photographie, Arles
- 2022 : SMITH, La Filature - Scène Nationale, Mulhouse[115]
- 2022 : Désidération, La Filature - Scène Nationale, Mulhouse[116]
- 2024 : Dami, Galerie Christophe Gaillard, Paris

### Expositions collectives
- 2009 : How to disappear completely and never be found[117], galerie Van Der Stegen, Paris
- 2010 : Body Mix[118][source insuffisante], festival Transgens, galerie La Place Forte, Paris
- 2010 : Identity Lab[119], festival Voies-Off, Arles
- 2010 : Photography Biennale of Daegu[réf. nécessaire], Corée du Sud
- 2010 : Some True Stories[120], galerie MiCamera, Milan, Italie
- 2011 : Panorama 13[121], Le Fresnoy - studio national des arts contemporains, Tourcoing (commissariat de Bernard Marcadé); Panorama 14, (commissariat de Benjamin Weil)[réf. souhaitée]
- 2011 : Second Lives : Jeux masqués et autres Je[11], Casino Luxembourg (commissariat de Paul di Felice)
- 2011 : Studio Vortex[122], atelier de Visu, Marseille
- 2012 : Jamais le même fleuve[réf. nécessaire], maison d'art Bernard Anthonioz, Nogent-sur-Marne
- 2012 : La fotografía llega a Tarragona con el Festival Scan, festival Scan Tarragona, Espagne[123]
- 2013 : Arles: a French school in Beijing[réf. nécessaire], Croisements festival, Beijing, China (commissariat de François Hébel)
- 2013 : Elastic Realities[124], Laboral, Gijon, Espagne
- 2013 : Portrait(s)[125], Vichy
- 2013 : Marseille vu par 100 photographes du monde[126], Bibliothèque départementale des Bouches-du-Rhône, Marseille (commissaire : Antoine d'Agata)
- 2013 : International Youth Experimental Arts[127] Festival, Haikou, China
- 2014 : Identity Lab II[128], festival Cinémarges, Espace 29, Bordeaux
- 2014 : La femme d'à-côté[129], galerie les Filles du Calvaire, Paris
- 2014 : Something beautiful[130], Marianne Boesky Gallery, New York (commissariat de Nicolas Wagner & Khary Simon)
- 2014 : We don't have to take our clothes off[réf. nécessaire], Tokyo, Japon
- 2015 : Avers et revers sensibles[131], Espace Topographie de l'art, Paris
- 2015 : Cocteau contemporain[132], galerie Coullaud & Koulinsky, Paris (commissariat de Dominique Païni)
- 2015 : Vu du ciel[133], festival « Accès)s( » Cultures Électroniques, Bel Ordinaire, Pau (commissariat d'Agnès de Cayeux)
- 2016 : Entropia[134], centre d'art le Transpalette, Bourges (commissariat de Nadège Piton)
- 2016 : Who?[135] A dialogue between Elina Brotherus and SMITH (Dorothée Smith), Landskrona Foto Festival, Suède (commissariat de Christian Caujolle)
- 2017 : Histoires de vivre[136], galerie 12Mail, Paris (commissariat de Joseph Ghosn)
- 2017 : Le rêve des formes[10], Palais de Tokyo, Paris (commissariat de Claire Moulène et Alain Fleischer)
- 2017 : Space Oddity, tribute to Major Tom[137], Docks Design, Bordeaux (commissariat de Pascal Bouchaille)
- 2017 : Festival Internacional de Fotografia de Valparaiso, Chili[138]
- 2018 : Fluo Noir[139], Bip - Biennale de l'Image Possible, Liège
- 2018 : L'histoire d'après[140], galerie les Filles du Calvaire, Paris (commissariat de Charlotte Boudon)
- 2019 : Bodyfiction(s)[141], Mois Européen de la Photographie, Luxembourg

## Distinctions

### Récompenses
- 2014 : aide au projet de la fondation nationale des arts graphiques et plastiques pour Spectrographies[142]
- 2015 : bourse Image/Mouvement du CNAP pour TRAUM[143]
- 2015 : bourse DICRéAM du CNC pour TRAUM[144]
- 2016 : mention spéciale du jury du prix Samaritaine[145] (commissariat de Christian Caujolle)
- 2017 : prix Swiss Life à 4 mains pour Saturnium[58]
- 2017 : bourse New Settings de la fondation d'entreprise Hermès pour TRAUM (Le paradoxe de V.)[146]
- 2018 : bourse Etant Donnés, institut français et Comité Professionnel des Galeries d'Art[147]
- 2018 : prix Abivax Photo Award[148]
- 2022 : prix du livre Photo-texte, Rencontres d'Arles[149]
- 2022 : résidence à la Villa Albertine, en binôme avec Marie NDiaye[150]
- 2023 : résidence en impesanteur du CNES[53]

#### Ouvrages monographiques
- Dorothée Smith (préf. Arnaud Claass), Löyly & Sub Limis, Toulouse, Le Château d’Eau, 26 janvier 2011 (ISBN 978-2-919398-03-4, présentation en ligne)
- Dorothée Smith et Dominique Baqué, Löyly, Trézélan, Filigranes, 14 novembre 2013, 192 p. (ISBN 978-2-35046-296-7, présentation en ligne)
- Smith, Antonin Tri Hoang, Jean-Philippe Uzan, Claire Moulène et Alain Fleischer (photogr. Dorothée Smith), Saturnium : Conte musical et photographique, Musicales Actes Sud, 6 septembre 2017, 68 p. (présentation en ligne)
- Christine Ollier, SMITH, Marseille, André Frère Éditions, 10 novembre 2017, 128 p. (ISBN 979-10-92265-64-4, présentation en ligne)
- SMITH, Astroblème, Coffret "1+2 L'origine manquante", Filigranes  (ISBN 978-2-35046-457-2), (présentation en ligne)
- SMITH, Valparaiso (si tu pleux), éditions André Frère[151]
- SMITH, Désidération (prologue), éditions Textuel  (ISBN 978-2-84597-864-5)[152]
- SMITH, Desiderea Nuncia, Palais Books[153]  (ISBN 9782493123008)
- SMITH, Contralto, Palais Books & Paris Je t'aime
- SMITH, Dami, éditions Filigranes[154]  (ISBN 978-2-35046-655-2)